# 서경 (고려)
서경(西京)은 고려삼경(高麗三京)의 하나로, 오늘날의 평양시에 위치했다.
태조 왕건이 신라의 한반도 남부 통일기 이래로 황폐해진 평양에 지금의 황해도 지방 백성을 옮겨 기반을 튼튼하게 하고, 처음에는 평양성 대도호부(平壤大都護府)로 삼았다가 이어 "서경"으로 개편하였다. 일찍부터 분사 제도(分司制度)라 하여 개경과 유사한 기구와 체제를 갖추었다. 역대 임금들이 풍수(風水)·도참설(圖讖說)에 따라 자주 행차하였으며, 문벌 귀족들에 의해 왕권이 도전받을 때마다 서경 천도를 계획할 정도로 중요한 도시였다. 그러나 묘청의 난, 조위총의 난, 몽골의 침략 등 여러 차례의 동란(動亂)을 겪으며 점차 쇠퇴해 갔다.

## 역사
918년(태조 1)에 평양에 대도호부(大都護府)를 설치하고, 왕식렴(王式廉)을 보내 지키게 하고 참좌(參佐) 4·5인을 두었다. 《고려사》에 922년(태조 5) “왕이 서경에 행차하여 새로 관부와 관리를 두었으며 비로소 재성(在城)을 쌓았다.”는 기록이 있어 이때 본격적인 행정 기구 설치가 시작됐음을 알 수 있다.
947년(정종 2)에는 서경성(西京城)을 쌓고 도참설(圖讖說)에 따라 천도하려 했으나, 개경 호족들의 반발로 뜻을 이루지 못하였다.
995년(성종 14) 지서경유수사(知西京留守事) 등 문·무반 및 5부(五部)를 별도로 설치하였고, 1062년(문종 16)에는 개경의 경기에 준하는 서경기(西京畿) 4도(四道)를 설치하여 개경과 대등한 제도와 지위를 갖추게 되었다.
인종 때는 묘청(妙淸) 등이 서경 천도 운동(西京遷都運動)을 일으켰고, 그 결과 서경은 많은 타격을 받았다. 뒤에 서경의 복구 문제가 대두하여 1138년(인종 16) 6조를 설치하고 영(令)·승(丞) 등을 두었다. 이러한 관제가 확정되기까지에는 조신(朝臣)들 사이에 논란이 있었다. 《고려사》의 “서경을 평정한 이후부터는 조정의 의논이 일치하지 않아 어떤 사람은 "서경은 근본이 되는 지역이고 또 태조께서 설치한 곳이니, 구제(舊制)로 하는 것이 좋다."라고 하고, 어떤 사람은 "서경은 반란을 일으킨 지역이므로, 마땅히 일체 옛 것을 혁파하여 동경(東京)의 제도대로 해야 한다."라고 하였으므로 오랫동안 처리하지 못하다가, 이에 이르러 처음으로 이러한 관속들을 둔 것이었다.”라는 기록을 통해 그 사실을 알 수 있다.
명종 때는 조위총의 난의 영향으로 중앙의 직접 통제를 받게 되어, 그 독립성이 상실되고 지위가 격하되었다.
고종 때는 몽골의 침략과 1233년(고종 20) 홍복원(洪福源)·필현보(畢賢甫)의 반란으로 1252년(고종 39)까지 황폐한 채 방치되어 있을 정도로 쇠퇴해졌다.
1269년(원종 10년) 최탄(崔坦)·이연령(李延齡) 등이 난을 일으켜 여러 성을 바치고 원나라에 항복하였다. 원은 이곳을 동녕부(東寧府)로 삼고 관리를 둠으로써 몽고의 직접 지배를 받았다. 1290년(충렬왕 16) 고려에 다시 반환되어 서경이라 하였다. 그 후 공민왕 때 평양부(平壤府)로 개칭하였다.

## 같이 보기
- 한성
- 평양직할시
- 고려의 행정 구역
- 서경천도운동